# Одинцова, Анна Викторовна
Анна Викторовна Одинцова — прима-балерина и руководитель балетной труппы Новосибирского театра оперы и балета, художественный руководитель Новосибирского хореографического колледжа. Заслуженная артистка России (2014).

## Биография
Родилась в Новосибирске. В 1998 году завершила образование в Новосибирском хореографическом училище (класс Л.Я. Кондрашовой), в этом же году принята в труппу Новосибирского оперного театра.
Окончила Российскую академию народного хозяйства и государственной службы при Президенте Российской Федерации (2016) и магистратуру Академии русского балета имени А. Я. Вагановой (2022).
В декабре 2022 года назначена художественным руководителем Новосибирского хореографического колледжа. С 2023 года — руководитель балетной труппы Новосибирского театра оперы и балета.

## Партии
На счету балерины ведущие партии в таких балетах как «Щелкунчик», «Лебединое озеро», «Спартак», «Корсар», «Жизель, или Вилисы», «Драгоценности» («Рубины»), «Пламя Парижа», «Тема с вариациями» и т. д.

## Награды
Заслуженная артистка России (2014), обладательница премии «Золотая маска» (2014) и специального приза премии «Парадиз» (2016).